# Essere senziente

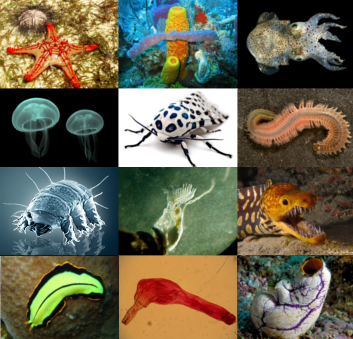
Determinare quali animali possano provare sensazioni è difficile, ma gli scienziati concordano spesso sul fatto che i vertebrati, così come molte specie di invertebrati, siano probabilmente senzienti.

Un essere senziente (ovvero, in senso più ampio, un'entità senziente) è, in accordo con la definizione utilizzata da molti filosofi moderni, un essere dotato della capacità di sensazione.
L'espressione è ampiamente usata tanto in filosofia quanto nel diritto e nella bioetica.
Nella giurisprudenza la definizione di essere senziente presuppone una serie di tutele e di prerogative: il Trattato di Lisbona, ad esempio, così definisce gli animali. Ciò non significa tuttavia che attraverso tale definizione ne sancisca i diritti. Infatti, l'Articolo 13 del Trattato chiede che nella formulazione e nell’attuazione delle politiche dell'Unione nei settori dell’agricoltura, della pesca, dei trasporti, del mercato interno, della ricerca e sviluppo tecnologico e dello spazio, l'Unione e gli Stati membri tengono pienamente conto delle esigenze in materia di benessere degli animali in quanto esseri senzienti, rispettando nel contempo le disposizioni legislative o amministrative e le consuetudini degli Stati membri per quanto riguarda, in particolare, i riti religiosi, le tradizioni culturali e il patrimonio regionale.
La ricerca sull'intelligenza artificiale indaga sulla possibilità che la cibernetica possa sviluppare "macchine senzienti", ipotesi già ampiamente coltivata dalla letteratura e dalla cinematografia fantascientifica.

## Filosofia
La definizione di "essere senziente" è un'espressione tecnica la cui massima diffusione investe un ambito storico determinato nella storia della lingua italiana. Tale espressione opera nel lessico italiano, soprattutto filosofico ma non solo, principalmente nel Settecento e nell'Ottocento.
La definizione di essere senziente è utilizzata nell'ambito delle teorie sull'autocoscienza per descrivere la capacità di avere sensazioni o esperienze.
Secondo Thomas Hobbes «la sensazione è il principio della conoscenza, e ogni specie di sapere ne deriva. La sensazione stessa non è altra cosa che un movimento di certe parti, che esistono all'interno dell'essere senziente».
Schelling afferma che «per essere senziente per se stesso, l'io (ideale) deve porre in sé quella passività che sinora è semplicemente nell'io reale, il che può avere luogo soltanto tramite attività». L'io non può quindi essere senziente per sé stesso senza, in generale, essere attivo.
Analogamente il fondamento teorico di Gian Domenico Romagnosi è quello, divenuto classico a partire da Hobbes in poi, della definizione di un'antropologia individuale fondata senza incertezze sul primato della pulsione appetitiva: «È impossibile da un essere senziente qualunque, e molto più dall'uomo, di ottenere un atto spontaneo se non si muove il principio suo interno di azione, ossia la volontà di lui». Romagnosi quindi introduce una prima distinzione tra essere inanimato, essere senziente ed essere ragionevole, pensante, quale l'uomo è. Da tale presupposto deriva un'evidente distinzione dell'obbligazione dell'essere senziente rispetto all'obbligazione morale propriamente detta. Che questa specie di obbligazione e di dovere non è comune ad ogni genere di esseri, ma è propria solo degli esseri senzienti in quanto «i soli capaci di piacere e di dolore, d'amore e d'odio, di bene e di mal essere».
Nella moderna filosofia dell'autocoscienza un essere senziente viene spesso accostato alla capacità di esperienze percettive soggettive indicate anche come qualia.

## Bioetica e diritto

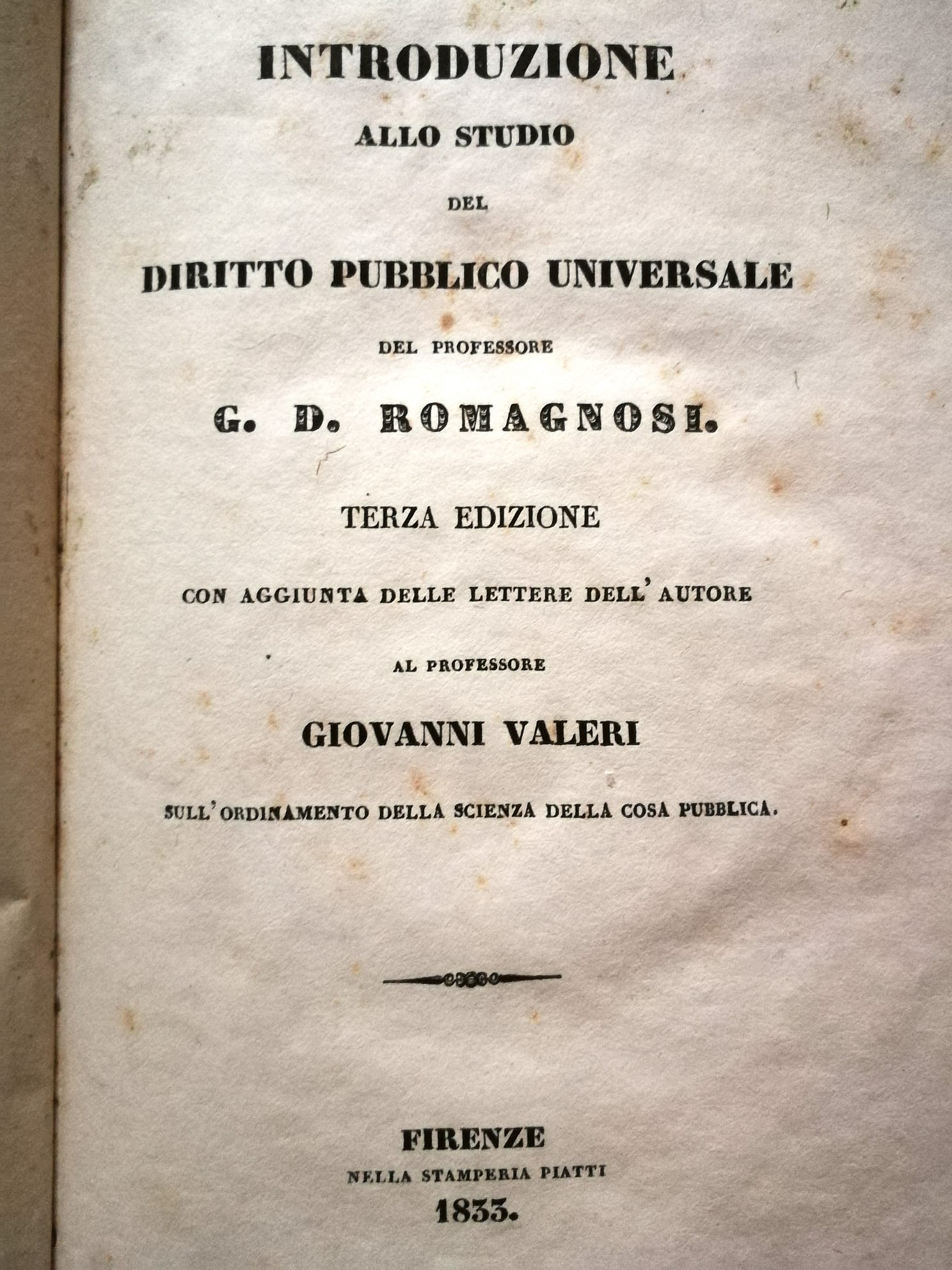
Frontespizio originale di "Introduzione allo studio del diritto pubblico universale" del professore G. D. Romagnosi, Terza edizione

La filosofia si è occupata nel corso della sua storia di fornire modelli generali circa la facoltà di percepire sensazioni, le prerogative cognitive, intellettive e di giudizio, in senso assoluto, allorché applicabili non solo all'uomo, ma anche a soggetti diversi quali esseri viventi, esseri inanimati od entità divine. Alcune tra queste caratteristiche già nella Grecia antica erano state ritenute a volte esclusive (o distintive), a volte no, del genere umano.
Sin da allora, dal punto di vista giuridico ed etico, gli esseri viventi – ed in particolare gli animali – sono stati spesso oggetto di controversie. Nella filosofia greca è possibile riscontrare due grandi orientamenti in merito alla condizione filosofico-giuridica degli animali: quello di Pitagora e quello, antropocentrico, di Aristotele.
Nell'antica Roma Cicerone osserva come attraverso una simile capacità di percezione anche gli animali fossero in grado di agire secondo opportunità e, nonostante aderisca allo stoicismo, riconosce una matrice comune tra esseri umani ed animali che, pur privi di ragione, possono vivere secondo diritto. Tuttavia, sin dalla caduta della repubblica nel diritto romano si consolida l'orientamento aristotelico – e l'animale da essere senziente nuovamente torna nel suo stato giuridico di res- anche se Ulpiano nello ius naturalis, trae chiaramente spunto dalle idee di Pitagora.
Secondo Pietro Onida nella dottrina moderna, adottando una classificazione giuridica che affonda le radici nei modelli della giurisprudenza romana che al contempo è fortemente influenzata da una contrapposizione rigida fra soggetto e oggetto di diritto, si è pervenuti ad una sorta di sdoppiamento della qualificazione dogmatica dell'animale. «Da un lato, nell'ambito della dottrina civilistica, l'animale non umano appare come cosa né più né meno delle altre cose inerti. Dall'altro, nell'ambito della dottrina penalistica, l'animale è andato affermandosi sempre di più come un essere senziente, di conseguenza meritevole di una tutela di per sé.»
La tutela giuridica degli animali in Europa subì un significativo sviluppo solo alla fine del XX secolo.
Sia il codice Zanardelli (1889), ad esempio, che il Codice Rocco (1930) non consideravano l'animale essere senziente e quindi non lo tutelavano in quanto tale, ma provvedevano alla tutela dell'uomo comprendendo i reati contro gli animali tra quelli avversi alla pubblica moralità e al buon costume. Ciò al fine di evitare il sentimento di orrore che l'uomo avverte di fronte a forme di incrudelimento nei confronti di altri esseri animati.
La successiva evoluzione della giurisprudenza riguardante la condizione animale evidenziò, progressivamente, l'idea che al centro della disciplina dovesse esservi l'animale, in quanto essere senziente capace di provare dolore. Il Decreto Legislativo n. 116/1992, abrogava quasi del tutto la legge di sessant'anni prima, la n. 924/1931 (che vietava la vivisezione solo nel caso in cui non vi fosse stata una diretta «promozione del progresso della biologia e della medicina sperimentale»), ponendo – al contrario – l'accento sulla tutela, poiché esseri senzienti, del benessere degli animali da sottoporre all'esperimento.

La dottrina secondo cui gli animali non umani sono considerati soggetti di diritto in quanto riconosciuti come esseri senzienti (sottendendone così la dignità ontologica e giuridica) ha trovato la sua massima espressione nel Trattato di Lisbona che ne ha introdotto il concetto, inserendolo nel Trattato sul funzionamento dell'Unione europea, all'interno della legislazione dell'Unione europea:
Tale definizione è stata da quel momento raccolta e richiamata diffusamente nella giurisprudenza europea di vario livello.
Nel maggio 2015 con un emendamento sulla legge sulla protezione degli animali la Nuova Zelanda ha riconosciuto che gli animali sono esseri senzienti (animals are sentient); secondo Virginia Virginia Williams, presidente del "National Animal Ethics Advisory Committee" neozelandese questo implica che gli animali possono sperimentare emozioni sia positive,  che negative incluso dolore o sofferenze psicologiche acute 

## Religioni orientali
Alcune religioni orientali, ivi incluse l'Induismo, il Buddismo, il Sikhismo ed il Giainismo, riconoscono anche esseri non umani come esseri senzienti. Nel Giainismo e nell'Induismo questo è collegato strettamente con il concetto di ahimsa, non violenza verso altri esseri. Nel Giainismo tutta la materia è composta di entità senzienti, in cinque livelli. L'acqua, per esempio, è un'entità senziente, al primo livello, dato che si considera che possieda un solo senso, il tatto. L'uomo è considerato un essere senziente del quinto livello. Secondo il Buddismo, sono possibili entità senzienti formate di pura coscienza. Nel Buddismo Mahayana, che include lo Zen ed il Buddismo Tibetano, il concetto è riferito al bodhisattva, un illuminato dedicato alla liberazione altrui. Gli "esseri senzienti", nel Buddhismo Mahāyāna sono salvati dal voto dei bodhisattva.